# Lempäälä
Lempäälä finnországi település az ország délnyugati részén, Tamperétől délre fekszik.
A város lakossága 18 705 fő, területe 308.7 km², melyből 35.8 km² víz. A népsűrűség 68,84 lakos km²-enként.
Lempääla első írásos emlékei az 1430-as évekből származnak. A település temploma, a Szent Birgitta-templom szintén a 15. században épült.
Yrjö Kokko, finn  regényíró Lempäälä-ben élt és itt is van eltemetve.
Itt található a 2006 decemberében átadott Ideapark bevásárlóközpontot, mely Finnország és Skandinávia legnagyobb bevásárlóközpontja.

## Testvérvárosai
- Tapolca, Magyarország